# Шовкра
Шовкра — село в Лакском районе Дагестана. Административный центр сельского поселения «Сельсовет „Шовкринский“».

## География
Село расположено на левом берегу реки Казикумухское Койсу (бассейн реки Каракойсу), в 3 км к югу от районного центра — села Кумух.

## Население
| 1895 | 1926 | 1939 | 1970 | 1989 | 2002 | 2010 |
| ---- | ---- | ---- | ---- | ---- | ---- | ---- |
| 934  | ↘679 | ↗750 | ↘491 | ↘342 | ↗458 | ↗581 |
| 2021 |      |      |      |      |      |      |
| ↘503 |      |      |      |      |      |      |

## Инфраструктура
В селе действует клуб, библиотека, медпункт, несколько магазинов, пекарня.

## Известные уроженцы
Гаджиев, Гадис Абдуллаевич — судья Конституционного суда Российской Федерации